# 貝利切河

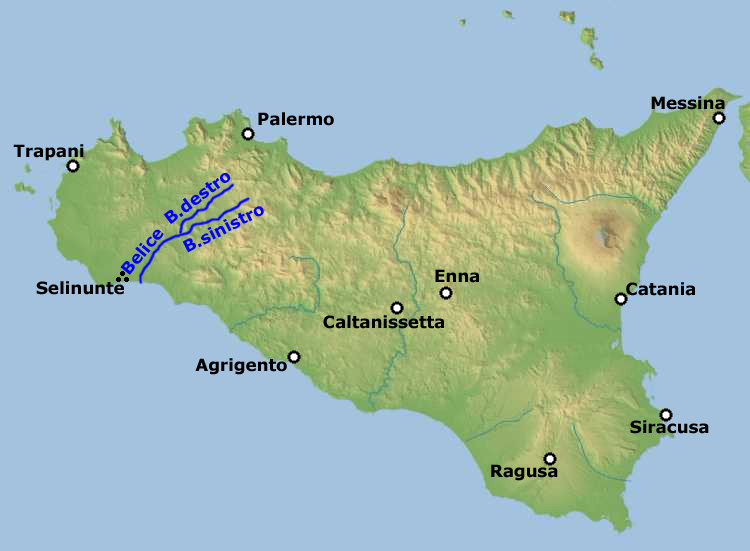

貝利切河是意大利的河流，位於西西里島西部，河道全長77公里，流域面積866平方公里，發源自皮亚纳-德利阿尔巴内西附近，最終在卡斯特尔韦特拉诺注入西西里海峽。
37°35′N 12°52′E / 37.583°N 12.867°E